# Parco Angrignon
Il Parco Angrignon (in francese: Parc Angrignon), con una superficie di 97 ettari, è un grande parco di Montréal che si trova nel quartiere di La Salle.

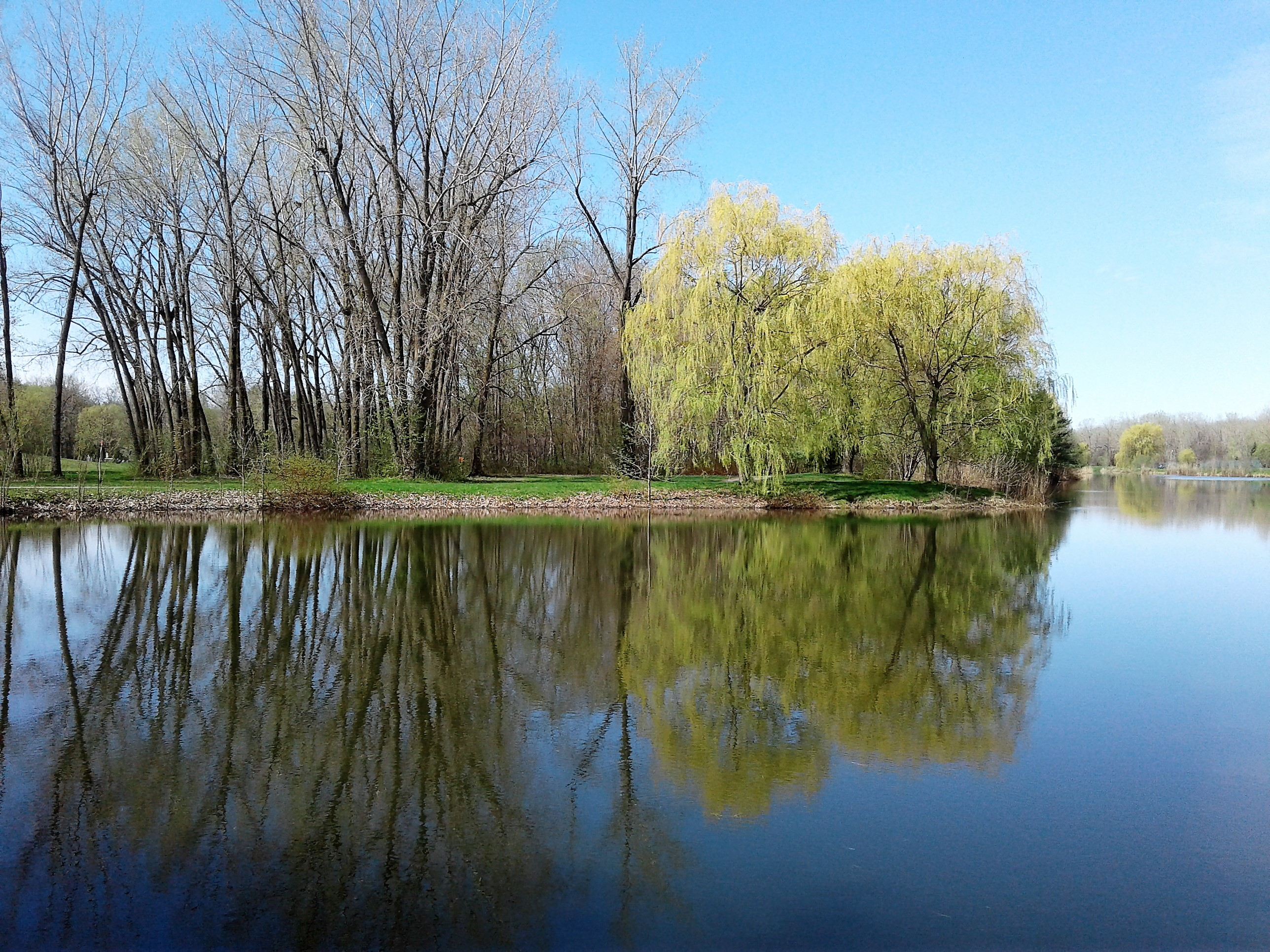
Stagno del parco Angrignon, in primavera

## Origine del nome

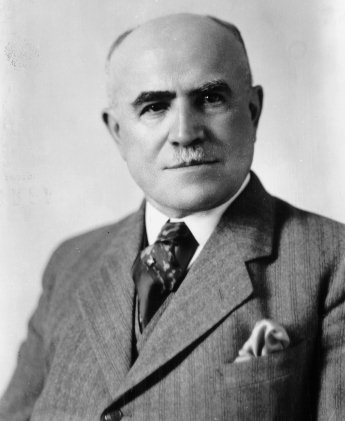
Jean-Baptiste-Arthur Angrignon

Il parco è intitolato a Jean-Baptiste-Arthur Angrignon (1875-1948), assessore del quartiere di Saint-Paul dal 1921 al 1934 e membro del Comitato esecutivo della città di Montréal dal 1928 al 1930 che contribuì ampiamente allo sviluppo di questo quartiere. Dal 1927, fu dato il nome al parco costruito sull'antico terreno della famiglia Crawford.

## Storia

### Lo zoo
Nel 1944 si pensò di allestire uno zoo d'importanza nel parco. Dieci anni dopo, la società americana di architetti paesaggisti e gli ingegneri Mcfadzean, Everly e associati elaborarono un progetto completo. Lo zoo sarebbe stato dotato di edifici dall'architettura simbolica ispirata alle specie animali. Su questo terreno di 250 acri (più di 100 ettari cioè più di un km²), arricchito da una serie di bacini, che avrebbero fatto sembrare che gli animali circolassero in libertà. Anche se realizzato solo in parte, lo zoo accolse ogni inverno gli animali del Giardino delle Meraviglie del parco Lafontaine fino al 1989, quando furono definitivamente trasferiti al momento della chiusura del Giardino delle Meraviglie.

### Oggi
Il parco è ispirato dal design dei giardini inglesi del XIX secolo, grazie alla sua foresta di 20.000 alberi, ai suoi sentieri tortuosi e al suo stagno circondato da tife.

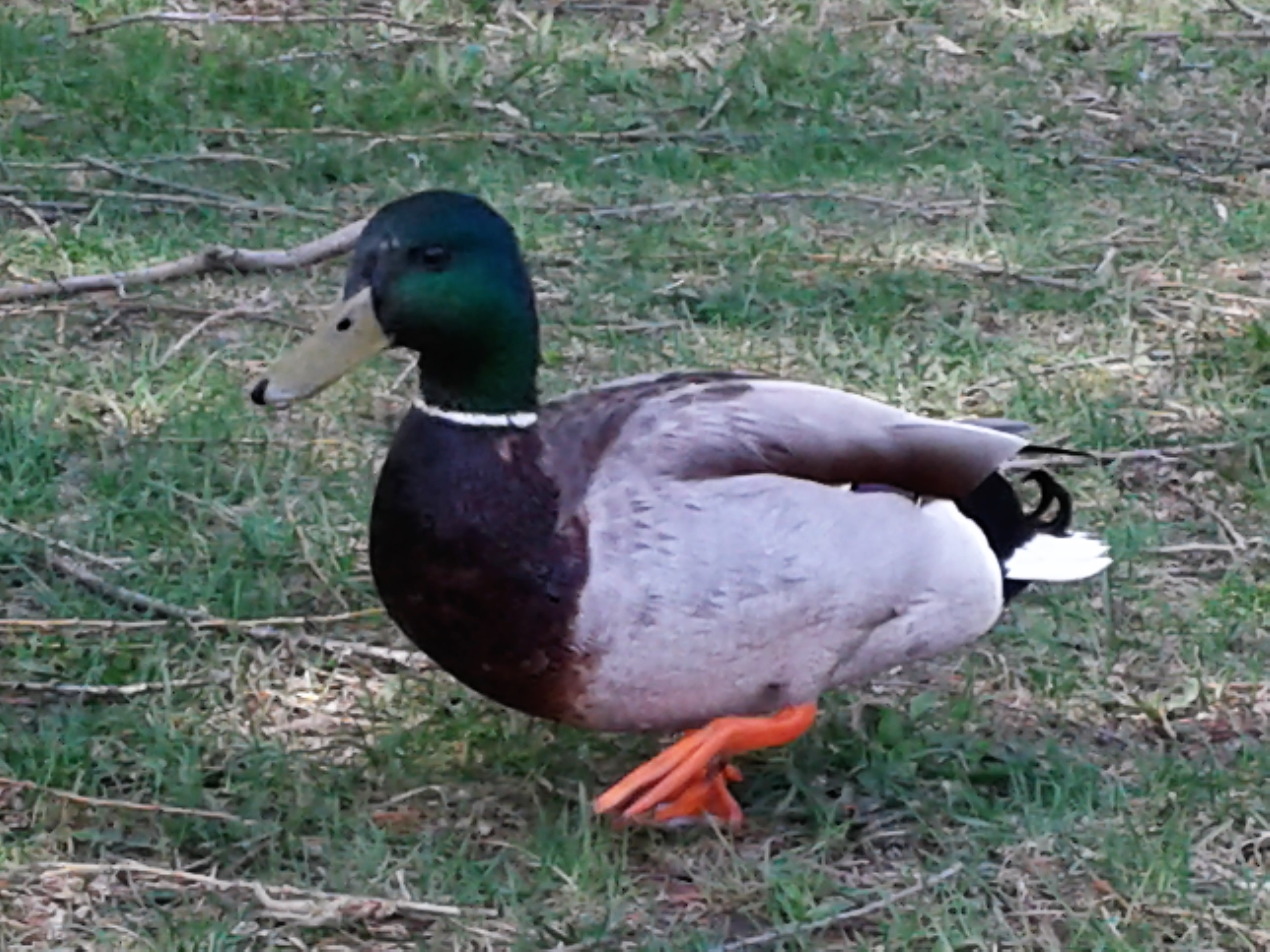
Anatre domestiche (maschi)
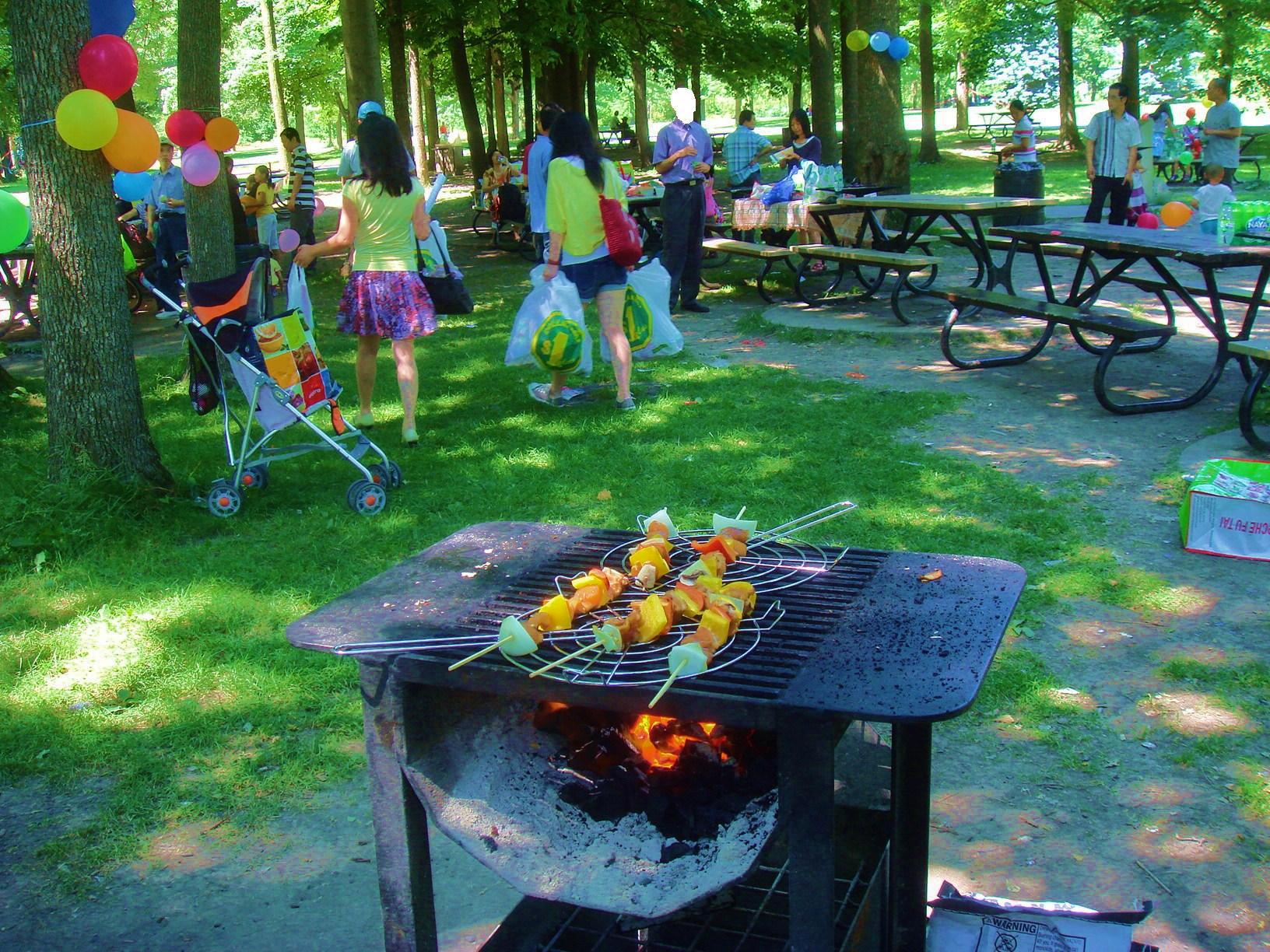
Grigliata